# Elmira Heights
Pour les articles homonymes, voir Vétéran.
Elmira Heights est un village située dans le comté de Chemung, dans l' État de New York, aux États-Unis. En 2010, il comptait une population de 4 097 habitants, estimée au 1er juillet 2016 à 3 219 habitants.

## Démographie
Lors du recensement de 2010, le village comptait une population de 4 097 habitants. Elle est estimée, en 2016, à 3 219 habitants.